# Rio Piratucu
Rio Piratucu är ett vattendrag i Brasilien.   Det ligger i delstaten Amazonas, i den centrala delen av landet, 1 800 km nordväst om huvudstaden Brasília. Rio Piratucu ligger vid sjöarna  Lago Uruá och Lago de Faro.
I omgivningarna runt Rio Piratucu växer i huvudsak städsegrön lövskog. Trakten runt Rio Piratucu är nära nog obefolkad, med mindre än två invånare per kvadratkilometer.